# بلندی‌های کامای شمالی
بلندی‌های کامای شمالی (انگلیسی: Upper Kama Upland) یک فلات در استان اودمورتیای کشور روسیه است.